# Ilha Campbell (Nova Zelândia)
A ilha Campbell / Motu Ihupuku é uma ilha vulcânica periférica da Nova Zelândia, no Pacífico Sul, a 644 km ao sul da ilha do Sul. Tem uma área de 112,6 km2 e é alta e acidentada, subindo para 569 metros no monte Honey e gradualmente nivelando para o norte. Os penhascos fazem fronteira com as costas oeste e sul, enquanto o leste é muito recortada pelos pelos portos da Perseverança e Nordeste. Tem clima frio e úmido e ventoso.
A ilha foi descoberta por acaso em janeiro de 1810 pelo australiano Frederick Hasselborough, que procurava novas terras para a caça às focas. 